# Offensiva di Mitrovdan 1992
L'offensiva di Mitrovdan (serbo:Митровданска офанзива, croato:Operacija Bura), conosciuta anche come Operazione Bura 1992, è stata un'offensiva militare organizzata dalle formazioni militari croato-bosniache contro le postazioni difensive serbo-bosniache tra Nevesinje e Mostar.

## Premesse
Le forze croate nell'estate del 1992 avevano consolidato il controllo sulla valle della Narenta. Pertanto con l'obbiettivo di completare la conquista dell'intera Erzegovina e porre fine ai bombardamenti da est decisero di avviare una massiccio attacco verso l'Erzegovina orientale.

## Svolgimento
L'attacco iniziò la mattina dell'8 novembre, giorno di "Mitrovdan" festa popolare serba in onore di San Demetrio, da cui l'intero evento ha preso nome. L'operazione ebbe inizio con un forte attacco di artiglieria in ausilio alla fanteria croata che già aveva attaccato il villaggio Vranjevici che si trovava sotto il comando del voivoda serbo Radovan Radović, comandante dell'unità Volontari di Bileća, che dirigeva i volontari del Partito Radicale Serbo (SRS) e una parte della divisione del VRS arrivata da Bileća.
All'inizio i croati riuscirono ad avanzare (per via dell'assenza di molti combattenti a causa della festa) senza riuscire a sfondare il fronte di battaglia. Riorganizzatosi nonostante la netta inferiorità numerica e militare l'esercito serbo coadiuvato da moltissimi civili, vecchi, donne e bambini riuscì a bloccare l'attacco, anche per via della morte di Božan Simović, considerato eroe dai croati, che fece crollare la morale tra questi ultimi e li costrinse alla ritirata la mattina del 13 novembre.